# كلديرا ميسيما
كلديرا  ميسيما (بالإنجليزية:Misema Caldera) هي كلديرا  عمرها 2,704-2,707 مليون سنة في أونتاريو وكيبك بكندا، الكلديرا  تشكل مجموعة ميجاكلديرا  نهر بليك، وقطرها يبلغ 40-80 كيلومتر.